# Wittelsbacherbrunnen (Lenbachplatz)
Der Wittelsbacherbrunnen ist ein Monumentalbrunnen am nordwestlichen Rand der Münchner Innenstadt, am Übergang vom Lenbachplatz zum Maximiliansplatz. Er wurde in den Jahren 1893 bis 1895 nach Plänen des Bildhauers Adolf von Hildebrand im Stil des Neuklassizismus errichtet. Sein Motiv ist eine Allegorie auf die Urkräfte des Elementes Wasser. 
Mit seiner ruhigen und klaren Formgebung und auch unter städtebaulichen Gesichtspunkten gilt der Brunnen als eine der künstlerisch vollendeten Anlagen der bayerischen Landeshauptstadt.

## Geschichte
Die Wiederentdeckung der ästhetischen Gestaltungsprinzipien der klassischen Antike in der ersten Hälfte des 19. Jahrhunderts brachte eine Rückbesinnung auf die Brunnenbaukunst der Renaissance mit sich. Im Zuge der Neugestaltung des Übergangs zwischen Karlsplatz und Maximiliansplatz, dem heutigen Lenbachplatz, sollte auf den Resten der ehemaligen Stadtmauer ein neuer Brunnen entstehen.
Gestiftet wurde die Anlage von der Stadtgemeinde München, die damit die Fertigstellung der Wasserversorgung Münchens mit Quellwasser aus dem Mangfalltal im Jahr 1883 würdigen wollte. Sie schrieb 1889 einen Wettbewerb zur Gestaltung des Brunnens aus, aus dem die Skizzen Hildebrands als Siegerentwurf hervorgingen. Die Vergabe des Auftrages war jedoch an die Bedingung geknüpft, Hildebrand solle seinen Wohnsitz nach München verlegen. Nach fast zweijähriger Arbeit unter Mithilfe des Bildhauers Erwin Kurz fand am 12. Juni 1895 die Enthüllung des Brunnens statt.
Für Hildebrand war der Wittelsbacher Brunnen der erste in einer Reihe von fünf monumentalen Stadtbrunnen. In München entstanden in der Folge weitere Brunnen und andere Bauten.
Bei den Luftangriffen auf München im Zweiten Weltkrieg wurde die Anlage schwer beschädigt und nach Kriegsende durch den Bildhauer und Hildebrand-Schüler Theodor Georgii wieder hergestellt. Am 3. Oktober 1952 wurde der Brunnen erneut in Betrieb genommen.
Der Wittelsbacherbrunnen auf dem Lenbachplatz ist nicht zu verwechseln mit dem gleichnamigen Monumentalbrunnen im Brunnenhof der Residenz.

## Architektur

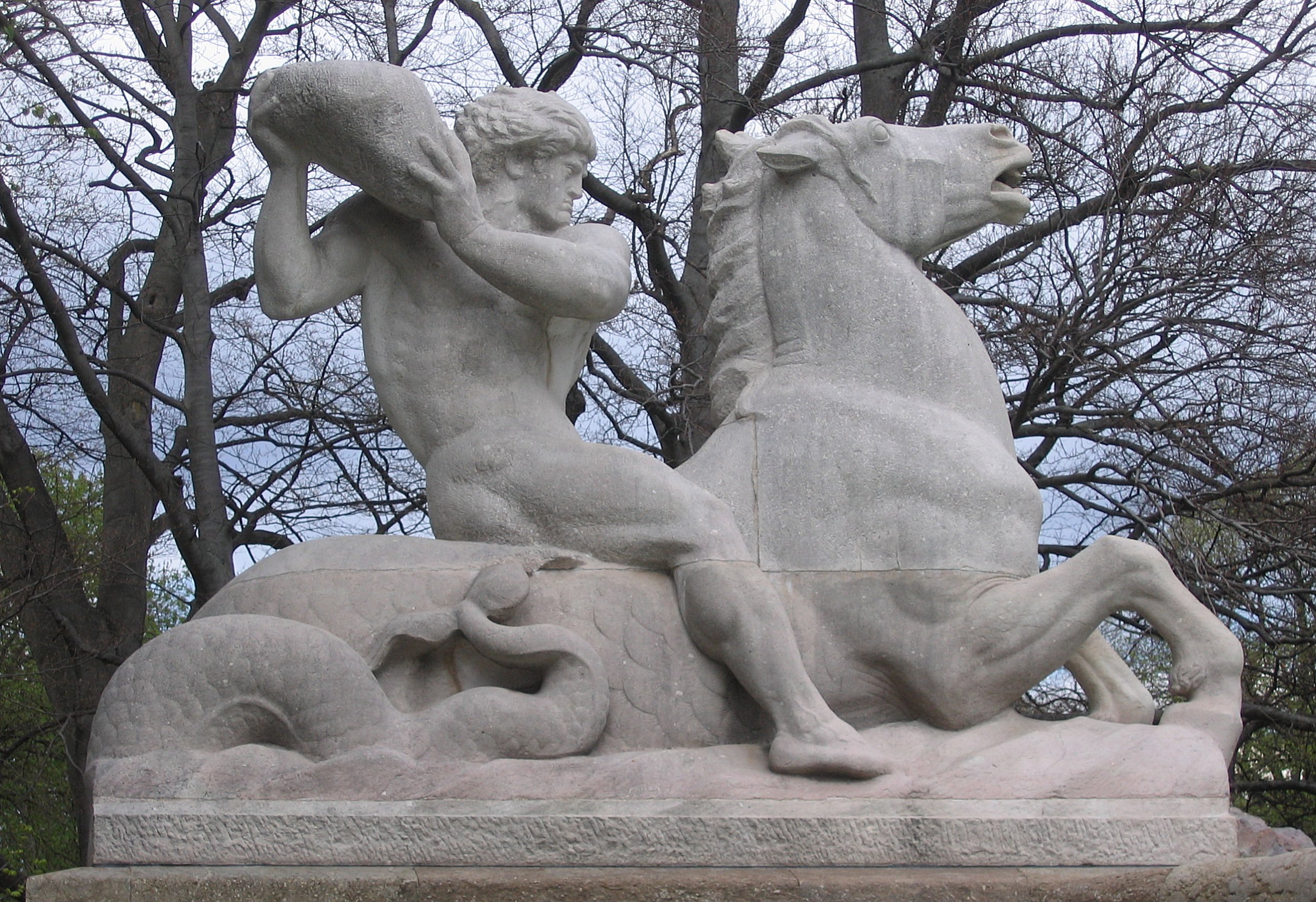
Allegorie der Zerstörungskraft des Wassers

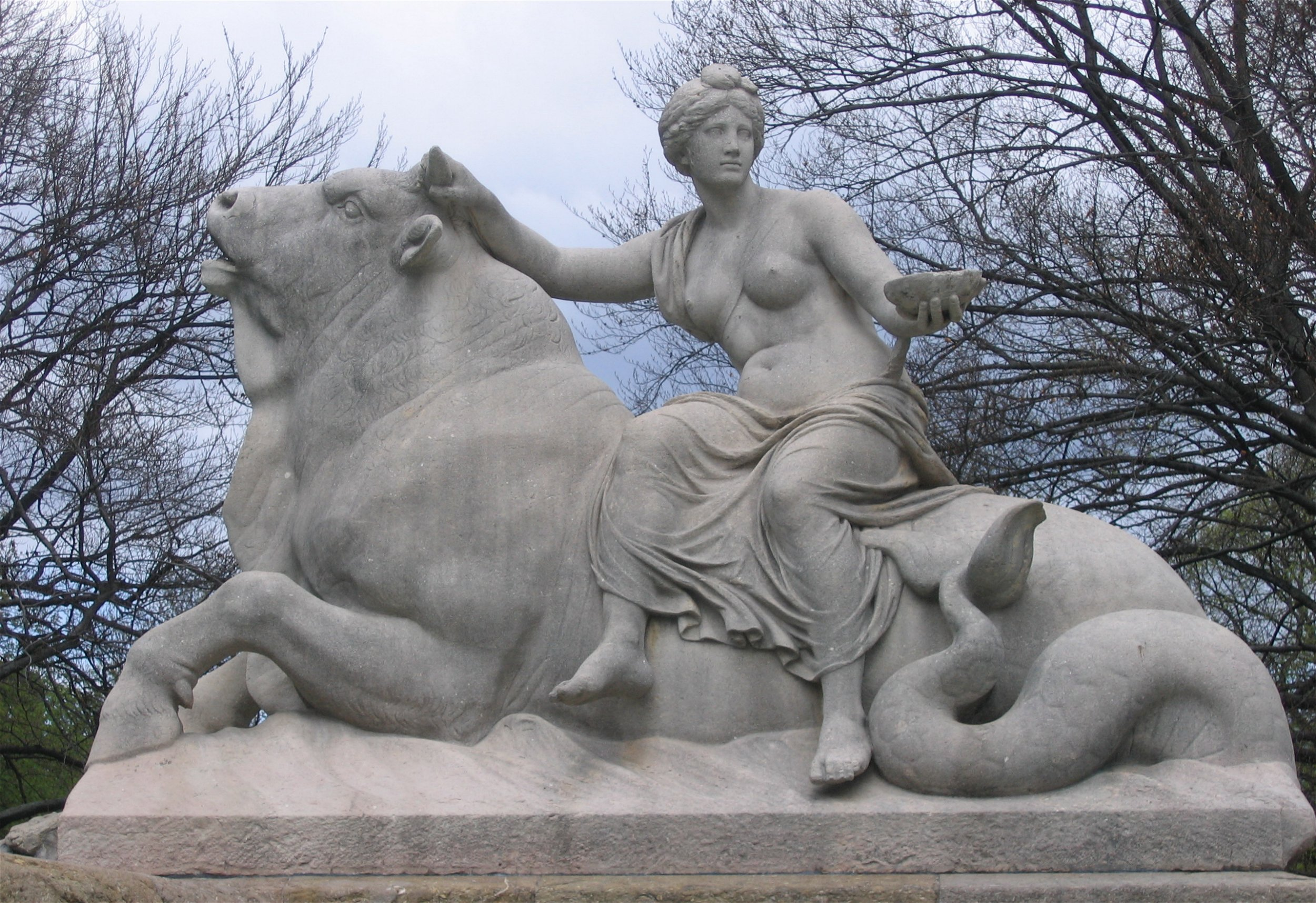
Allegorie der Schöpfungskraft des Wassers

Grundriss für den Brunnen bildet ein 25 Meter breites Umfassungsbecken. Es hat die Form eines zum Platz hin ausgewölbten Halbkreises. An der rückwärtigen Seite ist der Kreis eingezogen, links und rechts verlängern zwei Rechtecke das Becken. Aus ihm erhebt sich in Form einer stilisierten Felslandschaft das Hauptbecken. Darin eine zweistöckige, reliefierte Kalksteinschale.
Flankiert wird das Hauptbecken von zwei monumentalen Plastiken aus Untersberger Hofbruchmarmor, in denen sich das antike Thema der Darstellung von Mensch und Tier wiederfindet.
Die linke zeigt einen Jüngling, auf einem fischschwänzigen Wasserpferd reitend, das gleichsam den Fluten entsteigt. Mit beiden Händen hält er einen Felsbrocken, mit dem er zum Wurf ansetzt. Hildebrand schuf mit der Figur eine Allegorie auf die Zerstörungskraft des Wassers, eine Anspielung auf die ungebändigte Naturgewalt der Gebirgsbäche im Quellgebiet der Münchener Wasserleitung, wo sie noch Geröll mit sich führen.
Die rechte Figur zeigt eine Amazone. Sie sitzt auf einem aus den Fluten emporsteigenden fischschwänzigen Wasserstier. Mit der Linken streckt sie dem Betrachter eine Schale mit Wasser entgegen. Diese Figur versinnbildlicht die fruchtbare und heilbringende Schöpfungskraft des Wassers, die es nach seiner Bändigung und Kanalisierung für die Menschen hat.
Der Brunnen wird außer an sonnigen Tagen rund um die Uhr beleuchtet.

## Bildergalerie

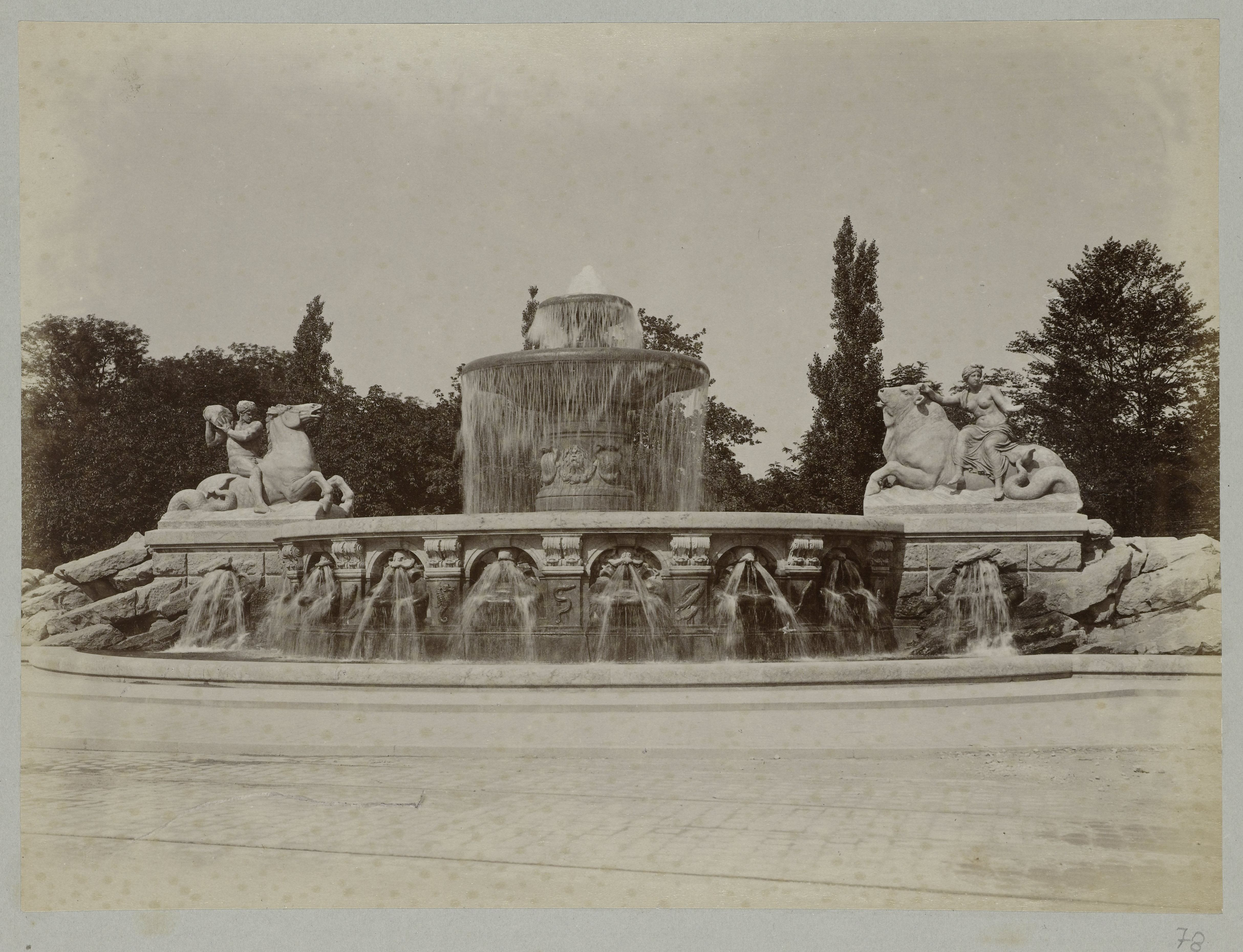
Um die Jahrhundertwende
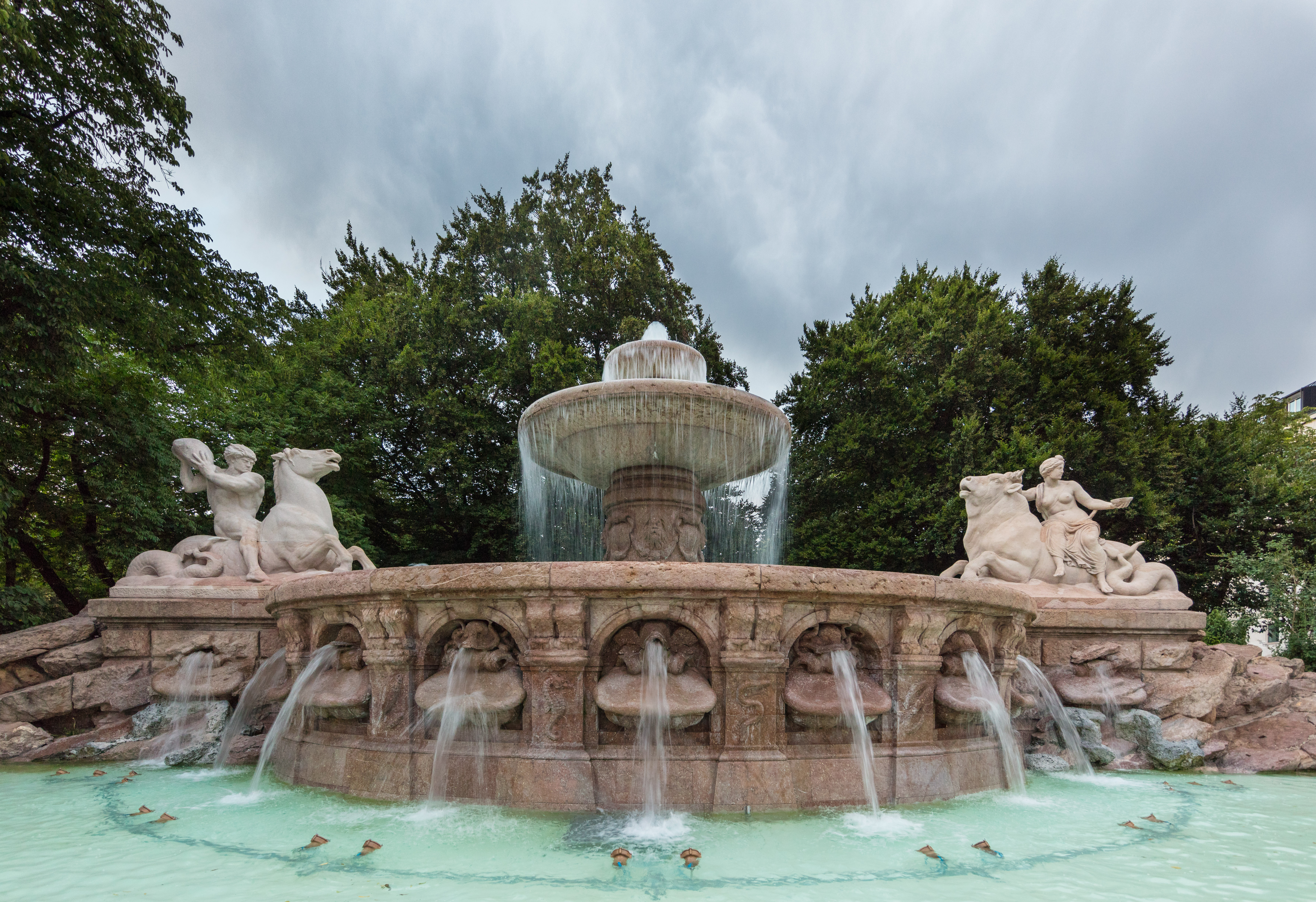
Bei Tag von vorne
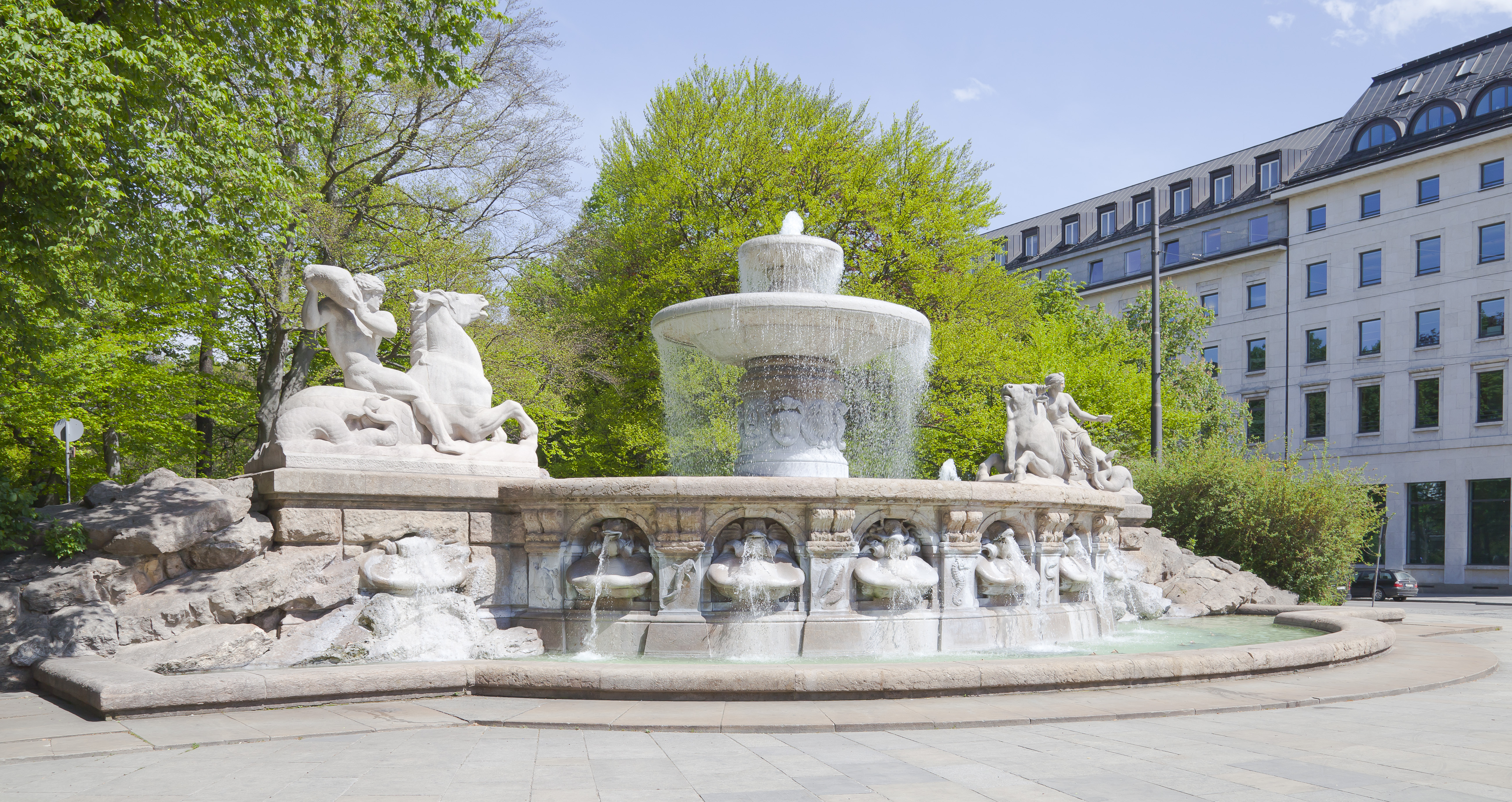
Seitenansicht vom Lenbachplatz
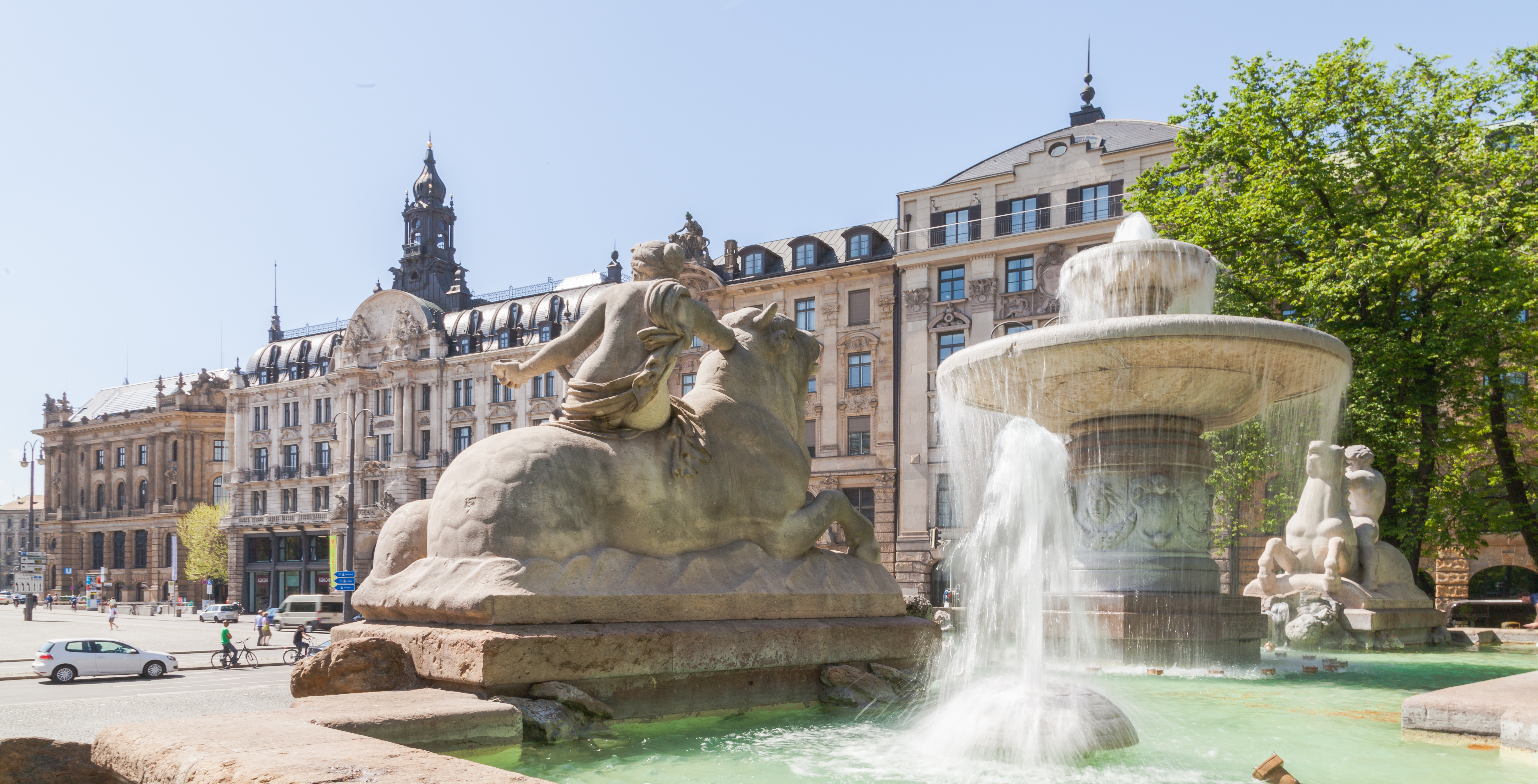
Seitenansicht vom Maximiliansplatz
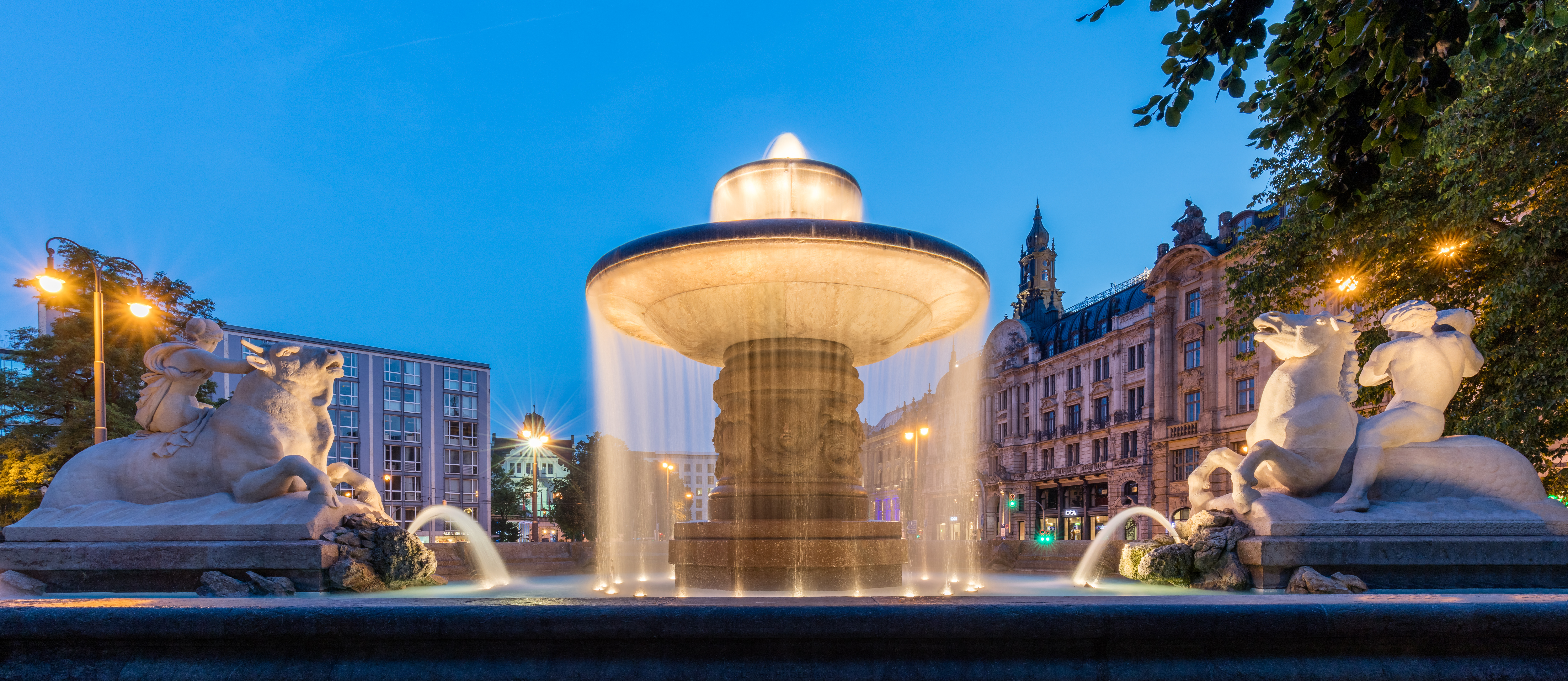
Bei Nacht von hinten
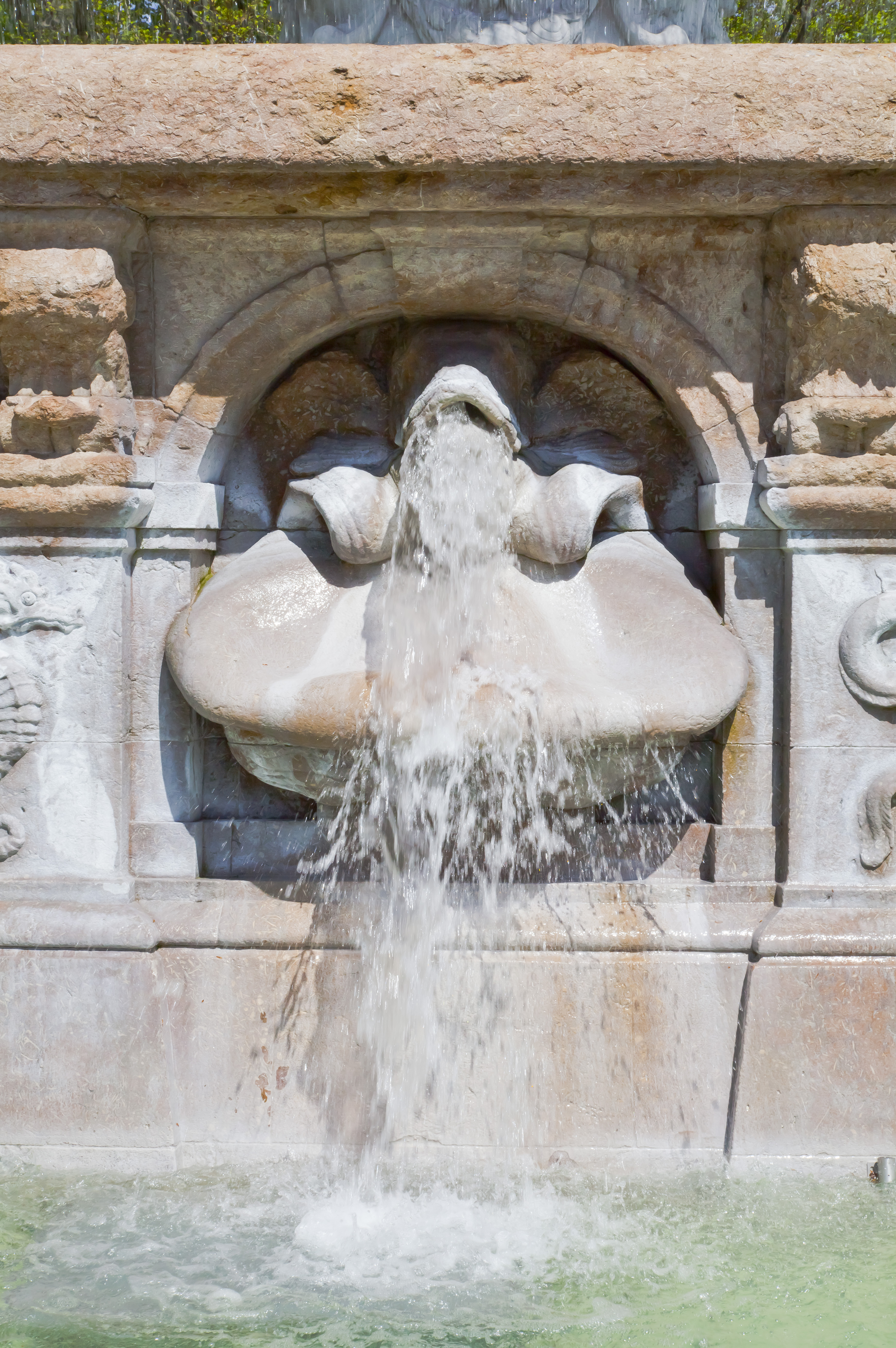
Detail Wasserspeier
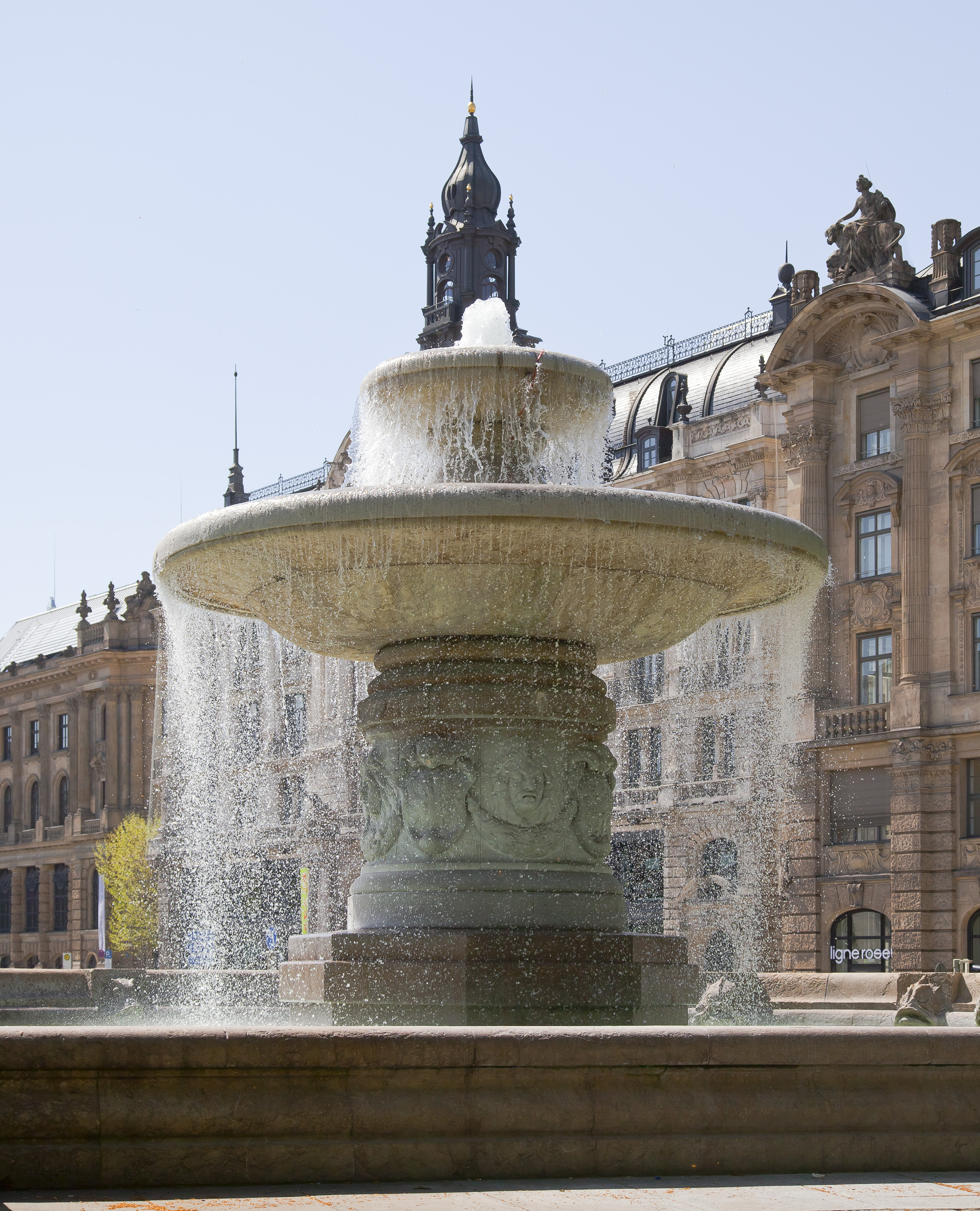
Detail Fontäne
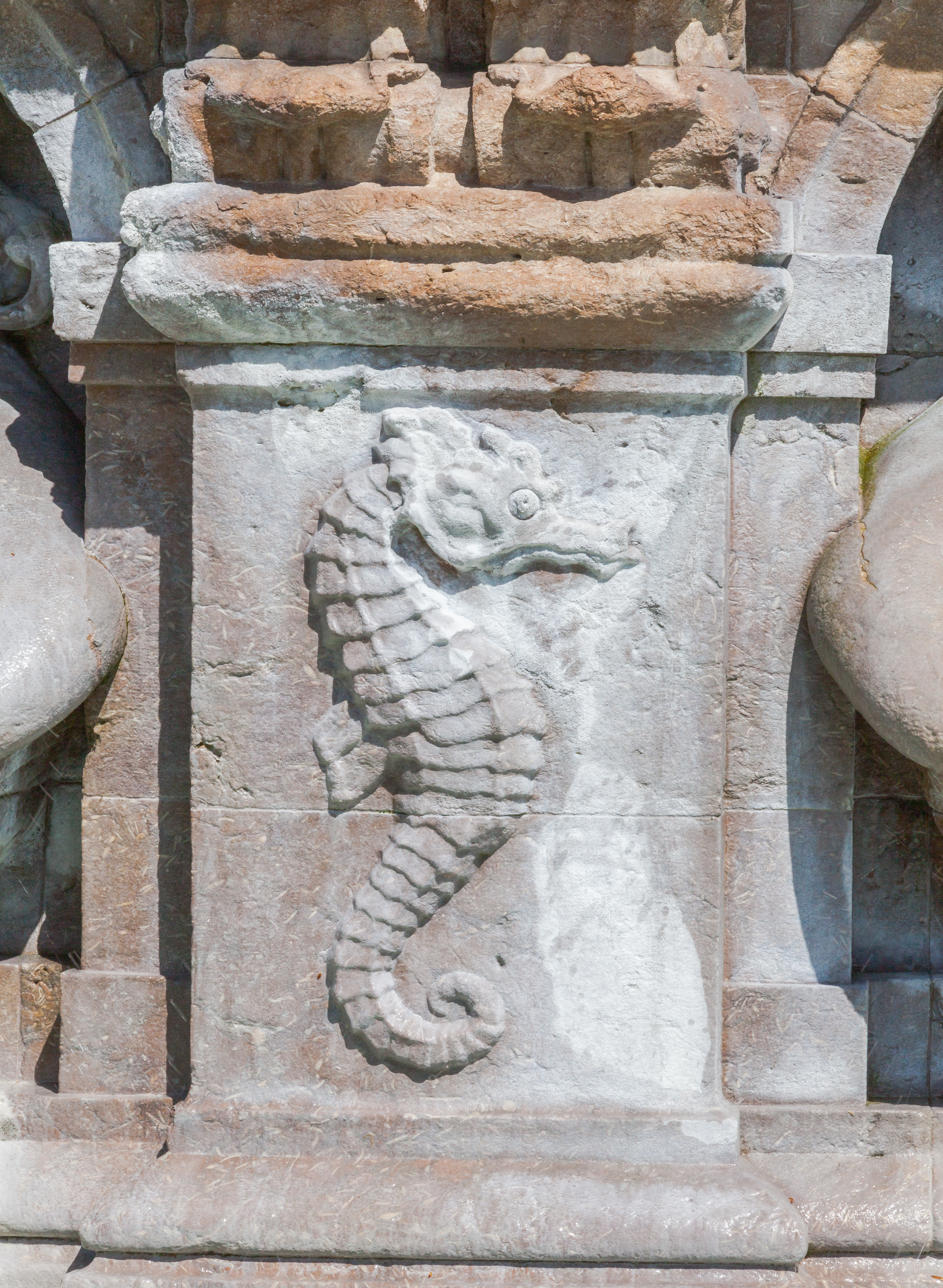
Detail Seepferd